# Oktober 1986
Portal Geschichte | Portal Biografien | Aktuelle Ereignisse | Jahreskalender | Tagesartikel

◄ |
19. Jahrhundert |
20. Jahrhundert
| 21. Jahrhundert

◄ |
1950er |
1960er |
1970er |
1980er
| 1990er | 2000er | 2010er | ►

◄ |
1982 |
1983 |
1984 |
1985 |
1986
| 1987 | 1988 | 1989 | 1990 | ►

◄ |
Juli 1986 |
August 1986 |
September 1986 |
Oktober 1986 |
November 1986 |
Dezember 1986 |
Januar 1987 |
►
Dieser Artikel behandelt aktuelle Nachrichten und Ereignisse im Oktober 1986.

## Tagesgeschehen

### Freitag, 3. Oktober 1986
- Atlantik: Südlich von Grönland ereignet sich für zwei Zehntelsekunden eine totale Sonnenfinsternis. In weiten Teilen Grönlands können die Bewohner eine teilweise Bedeckung der Sonnenscheibe durch den Mond wahrnehmen.[1]
- Singapur/Singapur: Das Hotel Westin Stamford wird zusammen mit der Raffles City, einer „Stadt in der Stadt“, eröffnet und ist mit 226 m und 73 Stockwerken höher als jedes andere Hotel der Welt.[2]

### Sonntag, 5. Oktober 1986
- Frankfurt am Main/Deutschland: Der polnische Historiker Władysław Bartoszewski erhält den Friedenspreis des Deutschen Buchhandels.[3]
- Nicaragua: Im seit 1981 andauernden Bürgerkrieg schießt das Militär des Landes ein von El Salvador kommendes Frachtflugzeug aus den Vereinigten Staaten ab und nimmt die Besatzung gefangen. Die drei amerikanischen Staatsbürger an Bord gehören einem „privaten“ Netzwerk an, das es sich zur Aufgabe machte, die bewaffnete regierungsfeindliche Contra-Organisation mit Waffen zu beliefern. Die Herkunft der Waffen bleibt zunächst ungeklärt.[4]

### Mittwoch, 8. Oktober 1986
- Brokdorf/Deutschland: Das zwischen Brokdorf und Wewelsfleth gelegene Kernkraftwerk Brokdorf geht in Betrieb, als erstes Kernkraftwerk weltweit nach der Nuklearkatastrophe von Tschernobyl. Seit 1976 gab es Demonstrationen gegen das Projekt.[5]
- Leningrad/Sowjetunion: Garri Kasparow aus der Sowjetunion verteidigt in 24 Partien seinen Titel als Schachweltmeister gegen seinen Landsmann und Vorgänger Anatoli Karpow.[6]

### Freitag, 10. Oktober 1986
- Bonn/Deutschland: Zwei Unbekannte ermorden den Diplomaten Gerold von Braunmühl vor dessen Wohnhaus. Das „Kommando Ingrid Schubert“ der terroristischen Vereinigung Rote Armee Fraktion bekennt sich zu der Tat.[7]
- Darmstadt/Deutschland: Die Deutsche Akademie für Sprache und Dichtung verleiht den Georg-Büchner-Preis an den Schweizer Friedrich Dürrenmatt.[8]
- New York/Vereinigte Staaten: Von der Generalversammlung der Vereinten Nationen (UN) wird der peruanische UN-Generalsekretär Javier Pérez de Cuéllar für eine zweite Amtszeit wiedergewählt.[9]

### Samstag, 11. Oktober 1986
- Bell, Hasselbach/Deutschland: Unter dem Motto „Gewaltfrei im Hunsrück“ demonstrieren rund 180.000 Menschen gegen die Stationierung von 96 Mittelstreckenraketen mit Atomsprengköpfen der Streitkräfte der Vereinigten Staaten im Rahmen der Aufrüstung des Militärbündnisses NATO auf der Wüschheim Air Station.[10]

### Sonntag, 12. Oktober 1986

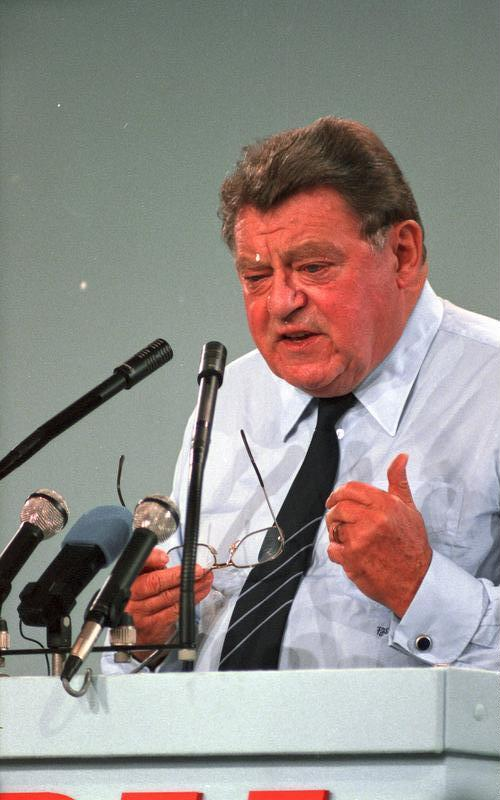
Franz Josef Strauß

- München/Deutschland: Bei der Landtagswahl in Bayern verschlechtert sich das Ergebnis der CSU bei der dritten Landtagswahl in Folge. Mit 55,8 % Zuspruch für die CSU kann Ministerpräsident Franz Josef Strauß dennoch allein weiterregieren. Die Oppositionspartei SPD sinkt auf 27,5 %, die Grünen ziehen erstmals in den Landtag ein und die FDP scheitert wie 1982 an der Sperrklausel. Die unter dem Verdacht des Rechtsextremismus stehenden Republikaner erhalten auf Anhieb 3 %.[11]

### Dienstag, 14. Oktober 1986
- Oslo/Norwegen: Für sein Engagement gegen Unterdrückung, Gewalt und Rassismus wird der 1928 in Rumänien geborene amerikanische Schriftsteller Elie Wiesel den diesjährigen Friedensnobelpreis erhalten.[12]

### Mittwoch, 15. Oktober 1986

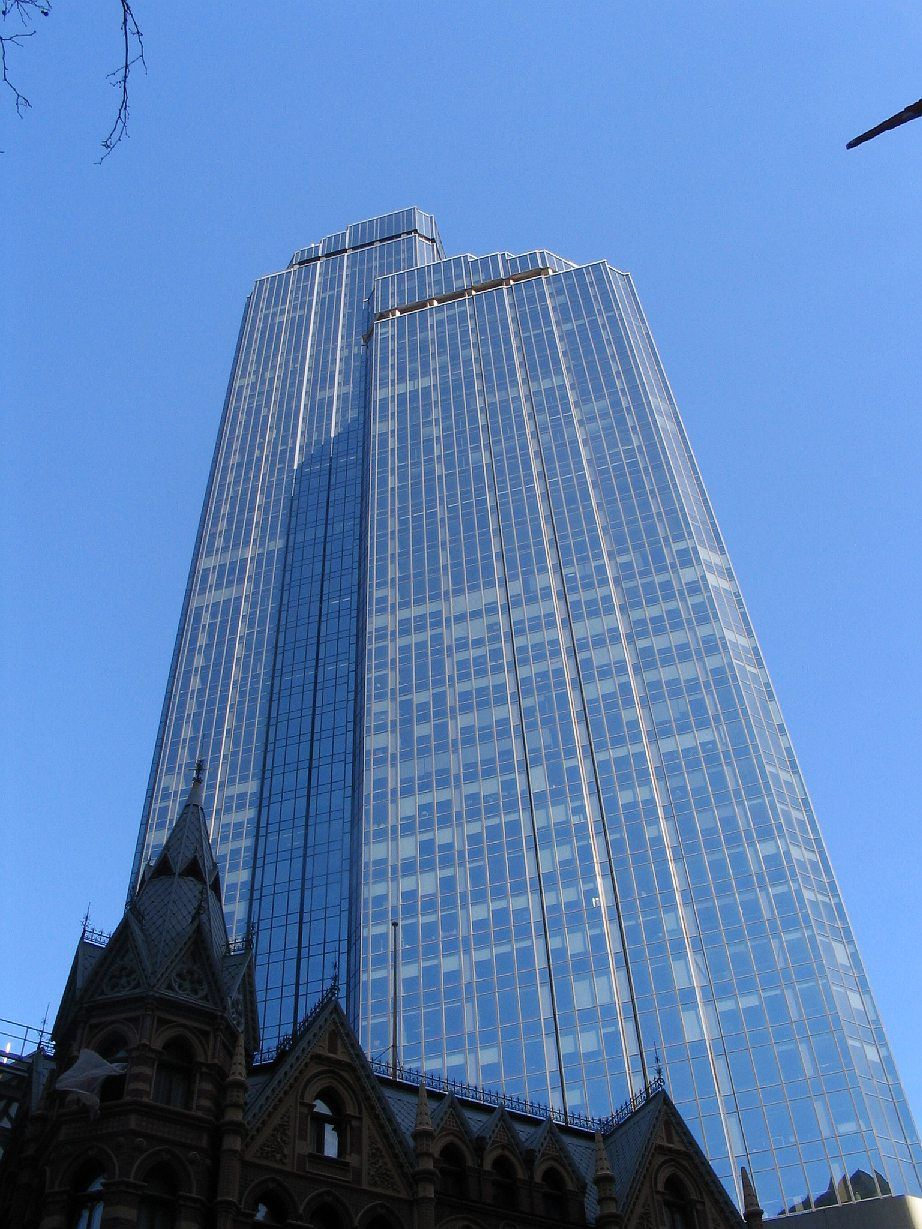
Rialto Towers

- Melbourne/Australien: Die Rialto Towers mit einer Höhe von 251 m lösen das im Juli 1985 eröffnete und 249 m hohe 63 Building in Seoul, Südkorea, als höchstes Gebäude außerhalb Nordamerikas ab.[13]
- Stockholm/Schweden: Der Amerikaner Dudley R. Herschbach, der taiwanesische Chinese Yuan T. Lee sowie der 1929 in Deutschland geborene Kanadier John C. Polanyi werden in diesem Jahr den Nobelpreis für Chemie erhalten. Die Stiftung ehrt ihre Arbeiten zur Dynamik chemischer Prozesse. Der Nobelpreis für Physik wird in diesem Jahr an die Deutschen Ernst Ruska und Gerd Binnig sowie den Schweizer Heinrich Rohrer für ihre technischen Weiterentwicklungen der Mikroskopie verliehen. Den Nobelpreis für Physiologie oder Medizin werden der Amerikaner Stanley Cohen und seine in Italien geborene Landsfrau Rita Levi-Montalcini für die Entdeckung des Nervenwachstumsfaktors erhalten und der Nigerianer Wole Soyinka erhält in diesem Jahr den Nobelpreis für Literatur. Eines der bekanntesten Werke Soyinkas ist die Komödie Der Löwe und die Perle.[14][15][16][17]
- Subotica/Jugoslawien: Bei der 5. Fußball-Europameisterschaft für U-18-Mannschaften der UEFA gewinnt die Mannschaft der DDR im Finale 3:1 gegen Italien.[18]

### Donnerstag, 16. Oktober 1986

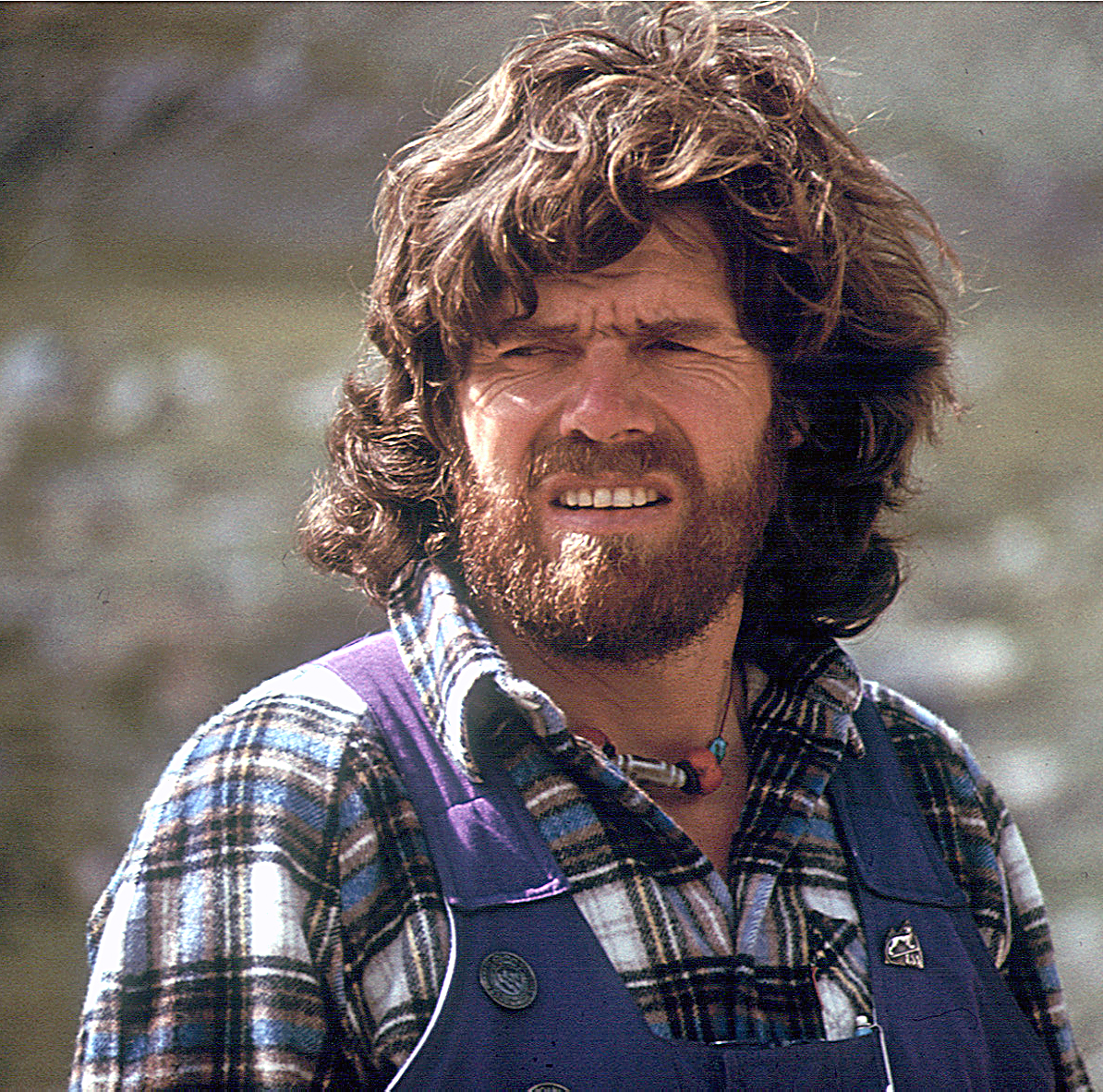
Reinhold Messner

- Stockholm/Schweden: Der Amerikaner James M. Buchanan wird in diesem Jahr für seine Untersuchung von ökonomischen und politischen Beschlussfassungen den Alfred-Nobel-Gedächtnispreis für Wirtschaftswissenschaften erhalten.[19]
- Xigazê/China: Der Südtiroler Reinhold Messner erreicht den 8516 m über dem Meeresspiegel gelegenen Gipfel des Bergs Lhotse und ist damit der erste Mensch, der alle Berge der Welt von über 8000 m Höhe bestiegen hat.[20]

### Freitag, 17. Oktober 1986
- Lausanne/Schweiz: Auf der 91. Versammlung des Internationalen Olympischen Komitees werden unter insgesamt 13 Kandidatenstädten die Ausrichter der Olympischen Sommer- und Winterspiele 1992 ausgewählt. Die Sommerspiele werden an Barcelona, Spanien, und die Winterspiele an Albertville, Frankreich, vergeben.[21]

### Samstag, 18. Oktober 1986
- Kailua-Kona/Vereinigte Staaten: Der Ironman Hawaii endet mit Siegen der in Südafrika lebenden Athletin Paula Newby-Fraser bei den Frauen und von Dave Scott aus den Vereinigten Staaten bei den Herren.[22][23]

### Dienstag, 21. Oktober 1986
- Peking/China: Während seines Staatsbesuchs in China zeigt sich Erich Honecker, de facto Staatsoberhaupt der DDR, zuversichtlich im Hinblick auf die wirtschaftliche Entwicklung seines Landes: „Im Gegensatz zur Krise in den Ländern des Kapitals können wir sagen, dass es bei uns keine Probleme gibt, die den Sozialismus in Frage stellen würden.“ Das Bruttoinlandsprodukt der DDR betrage jährlich umgerechnet 120 Milliarden US-Dollar.[24]

### Donnerstag, 23. Oktober 1986
- München/Deutschland: Der Landtag wählt den amtierenden Bayerischen Ministerpräsidenten Franz Josef Strauß (CSU) nach 1978 und 1982 zum dritten Mal ins Amt.[25]

### Sonntag, 26. Oktober 1986
- Adelaide/Australien: Der Franzose Alain Prost gewinnt im McLaren MP4/2C das letzte Rennen der diesjährigen Formel-1-Saison und wird zum zweiten Mal in Folge Formel-1-Fahrer-Weltmeister. Nigel Mansell aus dem Vereinigten Königreich, im Klassement der Fahrer-Wertung Zweiter hinter Prost, erlitt im Williams FW11 einen Reifenschaden, durch den er ausschied.[26]

## Weblinks

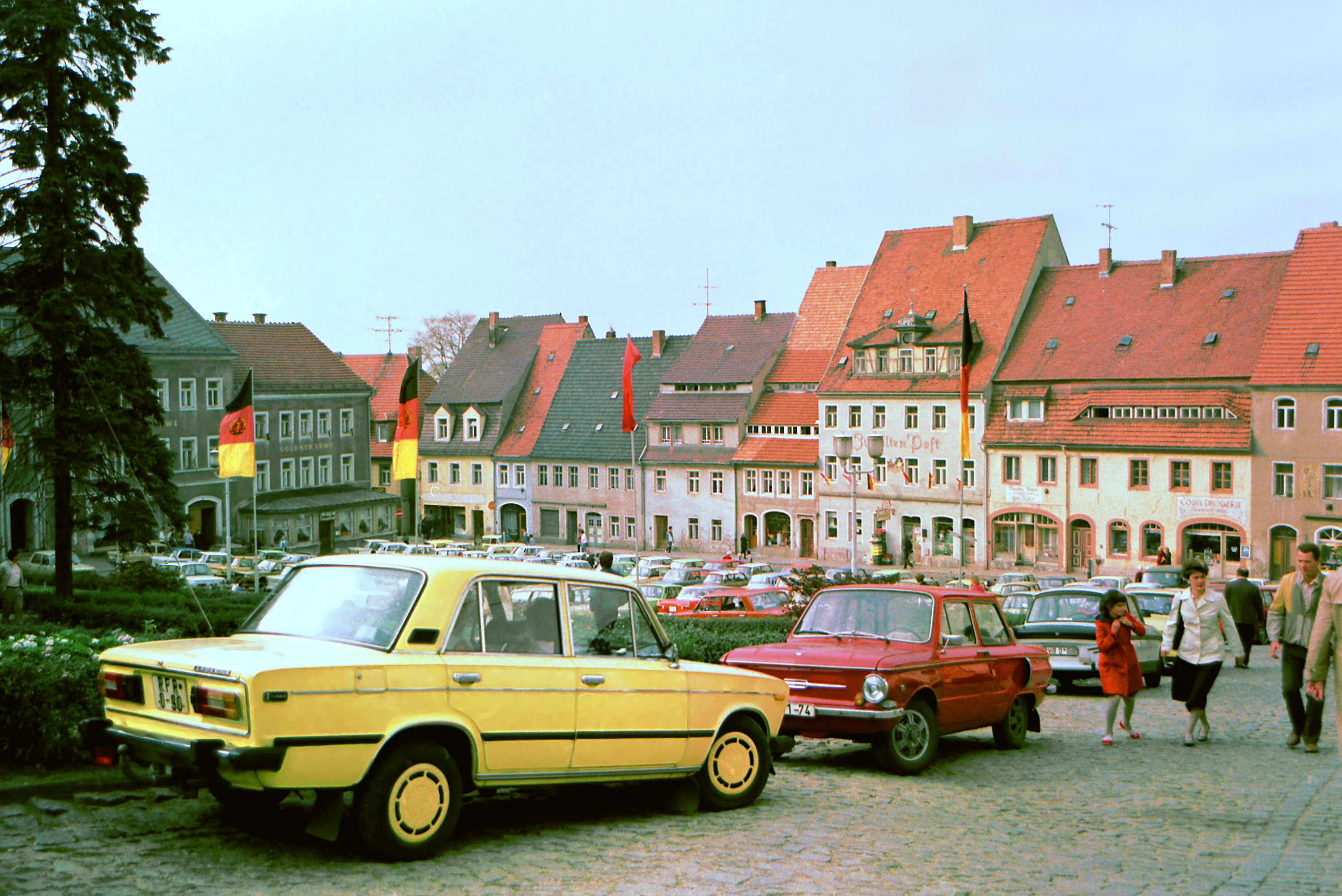
Bezirk Dresden im Oktober 1986

### Montag, 27. Oktober 1986
- Philippsthal/Deutschland: Im Fall der vor zwei Monaten tot aufgefundenen 7- und 5-jährigen Mädchen Melanie und Karola wird die Mutter der beiden unter Mordverdacht festgenommen.[27]